# Список країн за імпортом електроенергії
Це список країн за імпортом електроенергії  заснований в основному на базі The World Factbook.
| Місце | Країна                                              | Імпорт електроенергії (млн кВт) | Дата оновлення інформації |
| ----- | --------------------------------------------------- | ------------------------------- | ------------------------- |
| —     | Світ                                                | 627 900                         | 2007 оціночні дані        |
| 1     | США                                                 | 51 400                          | 2007 оціночні дані        |
| 2     | Італія                                              | 48 570                          | 2007 оціночні дані        |
| 3     | Німеччина                                           | 46 130                          | 2007 оціночні дані        |
| 4     | Бразилія                                            | 40 470                          | 2007 оціночні дані        |
| 5     | Швейцарія                                           | 34 820                          | 2007 оціночні дані        |
| 6     | Нідерланди                                          | 23 140                          | 2007 оціночні дані        |
| 7     | Австрія                                             | 22 130                          | 2007 оціночні дані        |
| 8     | Канада                                              | 19 660                          | 2007 оціночні дані        |
| 9     | Швеція                                              | 16 610                          | 2007 оціночні дані        |
| 10    | Бельгія                                             | 15 780                          | 2007 оціночні дані        |
| 11    | Фінляндія                                           | 15 420                          | 2007 оціночні дані        |
| 12    | Угорщина                                            | 14 680                          | 2007 оціночні дані        |
| 13    | Словаччина                                          | 12 730                          | 2007 оціночні дані        |
| 14    | Узбекистан                                          | 11 440                          | 2006 оціночні дані        |
| 15    | ПАР                                                 | 11 320                          | 2007                      |
| 16    | Сербія                                              | 11 230                          | 2004                      |
| 17    | Гонконг                                             | 10 960                          | 2007 оціночні дані        |
| 18    | Франція                                             | 10 780                          | 2007 оціночні дані        |
| 19    | Данія                                               | 10 430                          | 2007 оціночні дані        |
| 20    | Аргентина                                           | 10 270                          | 2007 оціночні дані        |
| 21    | Чехія                                               | 10 200                          | 2007 оціночні дані        |
| 22    | Білорусь                                            | 10 150                          | 2006 оціночні дані        |
| 23    | Мозамбік                                            | 9 839                           | 2006 оціночні дані        |
| 24    | Португалія                                          | 9 641                           | 2007 оціночні дані        |
| 25    | Іспанія                                             | 8 773                           | 2007 оціночні дані        |
| 26    | Велика Британія                                     | 8 613                           | 2007 оціночні дані        |
| 27    | Хорватія                                            | 8 374                           | 2006 оціночні дані        |
| 28    | Польща                                              | 7 761                           | 2007 оціночні дані        |
| 29    | Литва                                               | 7 031                           | 2010                      |
| 30    | Люксембург                                          | 6 847                           | 2007 оціночні дані        |
| 31    | Словенія                                            | 6 140                           | 2007 оціночні дані        |
| 32    | Греція                                              | 5 894                           | 2007 оціночні дані        |
| 33    | Росія                                               | 5 670                           | 2007 оціночні дані        |
| 34    | Норвегія                                            | 5 284                           | 2007 оціночні дані        |
| 35    | КНР                                                 | 4 771                           | 2007 оціночні дані        |
| 36    | Латвія                                              | 4 671                           | 2007 оціночні дані        |
| 37    | Таїланд                                             | 4 488                           | 2007 оціночні дані        |
| 38    | Таджикистан                                         | 4 360                           | 2007 оціночні дані        |
| 39    | Молдова                                             | 3 741                           | 2006 оціночні дані        |
| 40    | Казахстан                                           | 3 665                           | 2007 оціночні дані        |
| 41    | Індія                                               | 3 189                           | 2006 оціночні дані        |
| 42    | Болгарія                                            | 3 054                           | 2007 оціночні дані        |
| 43    | Боснія і Герцеговина                                | 3 015                           | 2006 оціночні дані        |
| 44    | Зімбабве                                            | 2 867                           | 2006 оціночні дані        |
| 45    | Албанія                                             | 2 800                           | 2007 оціночні дані        |
| 46    | Північна Македонія                                  | 2 600                           | 2007                      |
| 47    | Іран                                                | 2 540                           | 2006 оціночні дані        |
| 48    | Ірак                                                | 2 315                           | 2007 оціночні дані        |
| 49    | Україна                                             | 2 082                           | 2006 оціночні дані        |
| 50    | Марокко                                             | 1 998                           | 2006 оціночні дані        |
| 51    | Ботсвана                                            | 1 959                           | 2007 оціночні дані        |
| 52    | Намібія                                             | 1 948                           | 2006 оціночні дані        |
| —     | Макао                                               | 1 683                           | 2007 оціночні дані        |
| 53    | Чилі                                                | 1 628                           | 2007 оціночні дані        |
| 54    | Ірландія                                            | 1 412                           | 2007 оціночні дані        |
| 55    | Румунія                                             | 1 277                           | 2007 оціночні дані        |
| 56    | Ліван                                               | 929                             | 2006 оціночні дані        |
| 57    | Есватіні                                            | 872                             | 2007                      |
| 58    | Туреччина                                           | 863                             | 2007 оціночні дані        |
| 59    | Еквадор                                             | 861                             | 2006 оціночні дані        |
| 60    | Уругвай                                             | 788,4                           | 2007 оціночні дані        |
| 61    | Гана                                                | 629                             | 2006 оціночні дані        |
| 62    | Бенін                                               | 590                             | 2006 оціночні дані        |
| 63    | Грузія                                              | 532                             | 2007 оціночні дані        |
| 64    | Того                                                | 505                             | 2006 оціночні дані        |
| 65    | Азербайджан                                         | 500                             | 2007 оціночні дані        |
| 66    | Мексика                                             | 484,2                           | 2007 оціночні дані        |
| 67    | Йорданія                                            | 472                             | 2006 оціночні дані        |
| 68    | Республіка Конго                                    | 411                             | 2006 оціночні дані        |
| 69    | Вірменія                                            | 400,6                           | 2007 оціночні дані        |
| 70    | Естонія                                             | 400                             | 2007 оціночні дані        |
| 71    | Алжир                                               | 382                             | 2006 оціночні дані        |
| 72    | Непал                                               | 380                             | 2007 оціночні дані        |
| 73    | Лаос                                                | 367                             | 2006 оціночні дані        |
| 74    | Афганістан                                          | 230                             | 2007 оціночні дані        |
| 75    | Нігер                                               | 225                             | 2007 оціночні дані        |
| 76    | Єгипет                                              | 208                             | 2006 оціночні дані        |
| 77    | Коста-Рика                                          | 203,2                           | 2007 оціночні дані        |
| 78    | Монголія                                            | 195                             | 2007 оціночні дані        |
| 79    | Руанда                                              | 130                             | 2007 оціночні дані        |
| 80    | Танзанія                                            | 123                             | 2006 оціночні дані        |
| 81    | Камбоджа                                            | 110                             | 2006 оціночні дані        |
| 82    | Замбія                                              | 68                              | 2007 оціночні дані        |
| 83    | Нікарагуа                                           | 63,95                           | 2007 оціночні дані        |
| 84    | Лесото                                              | 50                              | 2007 оціночні дані        |
| 85    | Бурунді                                             | 40                              | 2007 оціночні дані        |
| 86    | Колумбія                                            | 39,4                            | 2007 оціночні дані        |
| 87    | Кенія                                               | 22,5                            | 2007 оціночні дані        |
| 88    | Гондурас                                            | 11,8                            | 2007 оціночні дані        |
| 89    | Сальвадор                                           | 11,08                           | 2007 оціночні дані        |
| 90    | Бутан                                               | 11                              | 2007 оціночні дані        |
| 91    | Панама                                              | 8,74                            | 2007 оціночні дані        |
| 92    | Гватемала                                           | 8,11                            | 2007 оціночні дані        |
| 93    | ДР Конго                                            | 6                               | 2006 оціночні дані        |
| —     | Сектор Газа                                         | 0,09                            | 2005                      |
| 94    | Ємен                                                | 0                               | 2007 оціночні дані        |
| —     | Західна Сахара                                      | 0                               | 2007 оціночні дані        |
| —     | Палестина                                           | Н/Д                             | Н/Д                       |
| —     | Волліс і Футуна                                     | 0                               | 2002                      |
| —     | Американські Віргінські Острови                     | 0                               | 2007 оціночні дані        |
| 95    | В'єтнам                                             | 0                               | 2007 оціночні дані        |
| 96    | Венесуела                                           | 0                               | 2007 оціночні дані        |
| 97    | Вануату                                             | 0                               | 2007 оціночні дані        |
| 98    | ОАЕ                                                 | 0                               | 2007 оціночні дані        |
| 99    | Уганда                                              | 0                               | 2007 оціночні дані        |
| —     | Острови Теркс і Кайкос                              | 0                               | 2007 оціночні дані        |
| 100   | Туркменістан                                        | 0                               | 2007 оціночні дані        |
| 101   | Туніс                                               | 0                               | 2007 оціночні дані        |
| 102   | Тринідад і Тобаго                                   | 0                               | 2007 оціночні дані        |
| 103   | Тонга                                               | 0                               | 2007 оціночні дані        |
| 104   | Східний Тимор                                       | Н/Д                             | Н/Д                       |
| 105   | Республіка Китай                                    | 0                               | 2007 оціночні дані        |
| 106   | Сирія                                               | 0                               | 2007 оціночні дані        |
| 107   | Суринам                                             | 0                               | 2007 оціночні дані        |
| 108   | Судан                                               | 0                               | 2007 оціночні дані        |
| 109   | Шрі-Ланка                                           | 0                               | 2007 оціночні дані        |
| 110   | Сомалі                                              | 0                               | 2007 оціночні дані        |
| 111   | Соломонові Острови                                  | 0                               | 2007 оціночні дані        |
| 112   | Сінгапур                                            | 0                               | 2007 оціночні дані        |
| 113   | Сьєрра-Леоне                                        | 0                               | 2007 оціночні дані        |
| 114   | Сейшельські Острови                                 | 0                               | 2007 оціночні дані        |
| 115   | Сенегал                                             | 0                               | 2007 оціночні дані        |
| 116   | Саудівська Аравія                                   | 0                               | 2007 оціночні дані        |
| 117   | Сан-Томе і Принсіпі                                 | 0                               | 2007 оціночні дані        |
| 118   | Самоа                                               | 0                               | 2007 оціночні дані        |
| 119   | Сент-Вінсент і Гренадини                            | 0                               | 2007 оціночні дані        |
| —     | Сен-П'єр і Мікелон                                  | 0                               | 2007 оціночні дані        |
| 120   | Сент-Люсія                                          | 0                               | 2007 оціночні дані        |
| 121   | Сент-Кіттс і Невіс                                  | 0                               | 2007 оціночні дані        |
| —     | Острови Святої Єлени, Вознесіння і Тристан-да-Кунья | 0                               | 2007 оціночні дані        |
| 122   | Катар                                               | 0                               | 2007 оціночні дані        |
| 123   | Пуерто-Рико                                         | 0                               | 2007 оціночні дані        |
| 124   | Філіппіни                                           | 0                               | 2007 оціночні дані        |
| 125   | Перу                                                | 0                               | 2007 оціночні дані        |
| 126   | Парагвай                                            | 0                               | 2007                      |
| 127   | Папуа Нова Гвінея                                   | 0                               | 2007 оціночні дані        |
| 128   | Пакистан                                            | 0                               | 2007 оціночні дані        |
| 129   | Оман                                                | 0                               | 2007 оціночні дані        |
| —     | Північні Маріанські Острови                         | 0                               | 2007 оціночні дані        |
| —     | Ніуе                                                | 0                               | 2007 оціночні дані        |
| 130   | Нігерія                                             | 0                               | 2007 оціночні дані        |
| 131   | Нова Зеландія                                       | 0                               | 2007 оціночні дані        |
| —     | Нова Каледонія                                      | 0                               | 2007 оціночні дані        |
| —     | Нідерландські Антильські острови                    | 0                               | 2007 оціночні дані        |
| 132   | Науру                                               | 0                               | 2007 оціночні дані        |
| —     | Монтсеррат                                          | 0                               | 2007 оціночні дані        |
| 133   | Чорногорія                                          | 0                               | 2005                      |
| 134   | Монако                                              | Н/Д                             | Н/Д                       |
| 135   | Федеративні Штати Мікронезії                        | 0                               | 2002                      |
| 136   | Маврикій                                            | 0                               | 2007 оціночні дані        |
| 137   | Мавританія                                          | 0                               | 2007 оціночні дані        |
| 138   | Мальта                                              | 0                               | 2007 оціночні дані        |
| 139   | Малі                                                | 0                               | 2007 оціночні дані        |
| 140   | Мальдіви                                            | 0                               | 2007 оціночні дані        |
| 141   | Малайзія                                            | 0                               | 2007 оціночні дані        |
| 142   | Малаві                                              | 0                               | 2007 оціночні дані        |
| 143   | Мадагаскар                                          | 0                               | 2007 оціночні дані        |
| 144   | Лівія                                               | 0                               | 2007 оціночні дані        |
| 145   | Ліберія                                             | 0                               | 2007 оціночні дані        |
| 146   | Киргизстан                                          | 0                               | 2007 оціночні дані        |
| 147   | Кувейт                                              | 0                               | 2007 оціночні дані        |
| 148   | Південна Корея                                      | 0                               | 2007 оціночні дані        |
| 149   | Північна Корея                                      | 0                               | 2007 оціночні дані        |
| 150   | Кірибаті                                            | 0                               | 2007 оціночні дані        |
| —     | Джерсі                                              | Н/Д                             | Н/Д                       |
| 151   | Японія                                              | 0                               | 2007 оціночні дані        |
| 152   | Ямайка                                              | 0                               | 2007 оціночні дані        |
| 153   | Ізраїль                                             | 0                               | 2007 оціночні дані        |
| 154   | Індонезія                                           | 0                               | 2007 оціночні дані        |
| 155   | Ісландія                                            | 0                               | 2007 оціночні дані        |
| 156   | Ватикан                                             | Н/Д                             | Н/Д                       |
| 157   | Гаїті                                               | 0                               | 2007 оціночні дані        |
| 158   | Гаяна                                               | 0                               | 2007 оціночні дані        |
| 159   | Гвінея-Бісау                                        | 0                               | 2007 оціночні дані        |
| 160   | Гвінея                                              | 0                               | 2007 оціночні дані        |
| —     | Гернсі                                              | 0                               | 2002                      |
| —     | Гуам                                                | 0                               | 2007 оціночні дані        |
| 161   | Гренада                                             | 0                               | 2007 оціночні дані        |
| 162   | Гренландія                                          | 0                               | 2007 оціночні дані        |
| 163   | Гібралтар                                           | 0                               | 2007 оціночні дані        |
| 164   | Гамбія                                              | 0                               | 2007 оціночні дані        |
| 165   | Габон                                               | 0                               | 2007 оціночні дані        |
| 166   | Французька Полінезія                                | 0                               | 2007 оціночні дані        |
| 167   | Фіджі                                               | 0                               | 2007 оціночні дані        |
| —     | Фарерські острови                                   | 0                               | 2007 оціночні дані        |
| —     | Фолклендські Острови                                | 0                               | 2007 оціночні дані        |
| —     | Європейський Союз                                   | Н/Д                             | Н/Д                       |
| 168   | Ефіопія                                             | 0                               | 2007 оціночні дані        |
| 169   | Еритрея                                             | 0                               | 2007 оціночні дані        |
| 170   | Екваторіальна Гвінея                                | 0                               | 2007 оціночні дані        |
| 171   | Домініканська Республіка                            | 0                               | 2007 оціночні дані        |
| 172   | Домініка                                            | 0                               | 2007 оціночні дані        |
| 173   | Джибуті                                             | 0                               | 2007 оціночні дані        |
| 174   | Кіпр                                                | 0                               | 2007 оціночні дані        |
| 175   | Куба                                                | 0                               | 2007 оціночні дані        |
| 176   | Кот-д'Івуар                                         | 0                               | 2007 оціночні дані        |
| —     | Острови Кука                                        | 0                               | 2007 оціночні дані        |
| 177   | Коморські Острови                                   | 0                               | 2007 оціночні дані        |
| 178   | Чад                                                 | 0                               | 2007 оціночні дані        |
| 179   | Центральноафриканська Республіка                    | 0                               | 2007 оціночні дані        |
| —     | Кайманові Острови                                   | 0                               | 2007 оціночні дані        |
| 180   | Кабо-Верде                                          | 0                               | 2007 оціночні дані        |
| 181   | Камерун                                             | 0                               | 2007 оціночні дані        |
| 182   | М'янма                                              | 0                               | 2007 оціночні дані        |
| 183   | Буркіна-Фасо                                        | 0                               | 2007 оціночні дані        |
| 184   | Бруней                                              | 0                               | 2007 оціночні дані        |
| —     | Британські Віргінські Острови                       | 0                               | 2007 оціночні дані        |
| 185   | Болівія                                             | 0                               | 2007 оціночні дані        |
| 186   | Бермудські Острови                                  | 0                               | 2007 оціночні дані        |
| 187   | Беліз                                               | 0                               | 2007 оціночні дані        |
| 188   | Барбадос                                            | 0                               | 2007 оціночні дані        |
| 189   | Бангладеш                                           | 0                               | 2007 оціночні дані        |
| 190   | Бахрейн                                             | 0                               | 2007 оціночні дані        |
| 191   | Багамські Острови                                   | 0                               | 2007 оціночні дані        |
| 192   | Австралія                                           | 0                               | 2007 оціночні дані        |
| 193   | Аруба                                               | 0                               | 2007 оціночні дані        |
| 194   | Антигуа і Барбуда                                   | 0                               | 2007 оціночні дані        |
| 195   | Ангола                                              | 0                               | 2007 оціночні дані        |
| 196   | Андорра                                             | Н/Д                             | Н/Д                       |
| —     | Американське Самоа                                  | 0                               | 2007 оціночні дані        |